# Општина Гарбови (Јаломица)
Гарбови (рум. Gârbovi) општина је у Румунији у округу Јаломица.
Oпштина се налази на надморској висини од 69 m.